# Karl Viktor Decker
Karl Viktor Friedrich Maria Decker (* 18. April 1934 in der Villa Maria in Mariaweiler bei Düren; † 31. Oktober 2019) war ein deutscher Prähistoriker.
Karl Viktor Decker studierte ab 1954 Alte Geschichte und Archäologie an den Universitäten München, Wien und Bonn, ab 1964 in Mainz, wo er im Juli 1966 bei Rafael von Uslar promoviert wurde. Von 1966 bis zu seiner Pensionierung im Frühjahr 1999 war er am Landesmuseum Mainz tätig, zuletzt als Oberkustos, und hier insbesondere für die vorgeschichtlichen Sammlungen verantwortlich.

## Veröffentlichungen (Auswahl)
- Die jüngere Latènezeit im Neuwieder Becken. Mainz 1966 (Dissertation).
- mit Wolfgang Selzer: Mainz von der Zeit des Augustus bis zum Ende der römischen Herrschaft. In: Hildegard Temporini, Wolfgang Haase (Hrsg.): Aufstieg und Niedergang der römischen Welt: Geschichte und Kultur Roms im Spiegel der neueren Forschung. Band II 5, 1, Walter de Gruyter, Berlin 1976, ISBN 3-11006-690-4, S. 457–559.
- Hechtsheim in vor- und frühgeschichtlicher Zeit. Mainz 1990.